# Paters Vocationisten
De katholieke congregatie van de  Paters Vocationisten (Latijn: Societas Divinarum  Vocationum, afkorting S.D.V.) is in oktober 1920 in Pianura (thans een stadsdeel van Napels) opgericht door de Italiaan Giustino Rusolillo (1891-1955). Er is ook een congregatie van Zusters Vocationisten opgericht door dezelfde  Rusolillo in oktober 1921.
De belangrijkste taakstelling van de Vocationisten is het onderkennen en begeleiden van roepingen tot het priesterschap en tot een religieus leven, vooral onder de armen. Dit gebeurt in scholen, parochies, missies en roepingencentra.
De paters zijn aanwezig in Italië, Brazilië, Argentinië, de Verenigde Staten, Nigeria, de Filipijnen, India, Madagaskar, Colombia en Ecuador, Indonesië, Groot-Brittannië en Chili. De hoofdzetel is in Rome.
Thans (eind 2021) zijn er 330 priesters en 520 mannelijke religieuzen bij de paters Vocationisten.